# Langes Holz und Steinberg westlich Hettstedt
Das Lange Holz und Steinberg westlich Hettstedt ist ein FFH-Gebiet in der Stadt Hettstedt im Landkreis Mansfeld-Südharz in Sachsen-Anhalt.

## Allgemeines
Das aus zwei Teilflächen bestehende FFH-Gebiet ist circa 104 Hektar groß. Die knapp 40 Hektar große westliche Teilfläche ist als Naturschutzgebiet „Steinberg“ ausgewiesen. Das FFH-Gebiet ist durch die Landesverordnung zur Unterschutzstellung der Natura 2000-Gebiete im Land Sachsen-Anhalt (N2000-LVO LSA) seit dem 21. Dezember 2018 rechtlich gesichert. Zuständige untere Naturschutzbehörde ist der Landkreis Mansfeld-Südharz.

## Beschreibung
Die beiden Teilflächen des FFH-Gebietes liegen nordwestlich bzw. westlich von Hettstedt. Die westliche Teilfläche liegt innerhalb des Naturparks Harz/Sachsen-Anhalt (Mansfelder Land). Das FFH-Gebiet umfasst zwei Waldkomplexe, bestehend aus dem Hasenwinkel und einen Teil des Langen Holzes sowie dem größten Teil des Steinbergs. Auf rund 68 Hektar stocken Eichen-Hainbuchenwälder in der Ausprägung Labkraut-Eichen-Hainbuchenwald, die insbesondere am Steinberg artenreich ausgebildet sind. In der Krautschicht siedeln Türkenbundlilie, Süße Wolfsmilch, Gefleckter Aronstab, Maiglöckchen, Salomonssiegel und Geflecktes Lungenkraut. Auf nährstoffärmeren Standorten stocken Buchenwälder in den Ausprägungen Hainsimsen-Buchenwald bzw. Waldmeister-Buchenwald. Entlang des Hasenwinkelbachs in der nördlich von Hettstedt liegenden Teilfläche des FFH-Gebietes sind Erlen-Eschenwälder als Auenwälder ausgebildet.
Die Wälder sind überwiegend naturnah ausgebildet und verfügen über einen hohen Alt- und Totholzanteil. Sie sind Lebensraum und Nahrungshabitat verschiedener Fledermäuse, darunter Mopsfledermaus, Großes Mausohr, Große Bartfledermaus, Fransenfledermaus und Kleiner Abendsegler.
Die westlich von Hettstedt liegende Teilfläche des FFH-Gebietes ist größtenteils von landwirtschaftlichen Nutzflächen umgeben. Die nordwestlich von Hettstedt liegende Teilfläche grenzt im Südwesten ebenfalls an landwirtschaftliche Nutzflächen, nach Nordosten schließen sich weitere Waldgesellschaften an. Im Süden ragt das Gelände eines Kleingartenvereins in das FFH-Gebiet hinein.